# Clube Atlético Fraiburgo
Clube Atlético Fraiburgo, ou simplesmente CAF foi um clube de futebol brasileiro da cidade de Fraiburgo em Santa Catarina.

## História
Fundado em Fevereiro de 1998, o CAF conseguiu três participações na elite do futebol catarinense. Teve apenas um título em sua breve história, foi campeão em seu primeiro ano de fundação, conquistando a segunda divisão do campeonato Catarinense e uma vaga na elite.[carece de fontes?]
O CAF, para a tristeza da cidade de Fraiburgo e seus habitantes, o time não conseguiu resistir a grande demanda de dinheiro para se manter um clube de futebol no Brasil, o clube participou da elite catarinense entre 1999 e 2000, no ano de 2001 não passou da fase preliminar, e teve que jogar a segunda divisão no mesmo ano, jogando também em 2002, parou em 2003 e voltou em 2004 na terceira divisão, mas acabou desistindo novamente e foi extinto.[carece de fontes?]

## Título
| ESTADUAIS | ESTADUAIS                        | ESTADUAIS | ESTADUAIS  |
|           | Competição                       | Títulos   | Temporadas |
| --------- | -------------------------------- | --------- | ---------- |
|           | Campeonato Catarinense - Série B | 1         | 1998       |

## Estatísticas

### Participações
| Competição     | Competição             | Temporadas | Melhor campanha    | Estreia | Última | P | R |
| Santa Catarina | Campeonato Catarinense | 3          | 5º colocado (1999) | 1999    | 2001   |   | 1 |
| Santa Catarina | Série B                | 3          | Campeão (1998)     | 1998    | 2002   | 1 | – |
| Santa Catarina | Série C                | 1          | 5º colocado (2004) | 2004    | 2004   | – |   |